# 许玲
许玲（？—），女，汉族，中华人民共和国政治人物。现任广东技术师范大学副校长，教授，民建广东省委副主委。第十四届全国政协委员。